# Wilhelm Sigmund

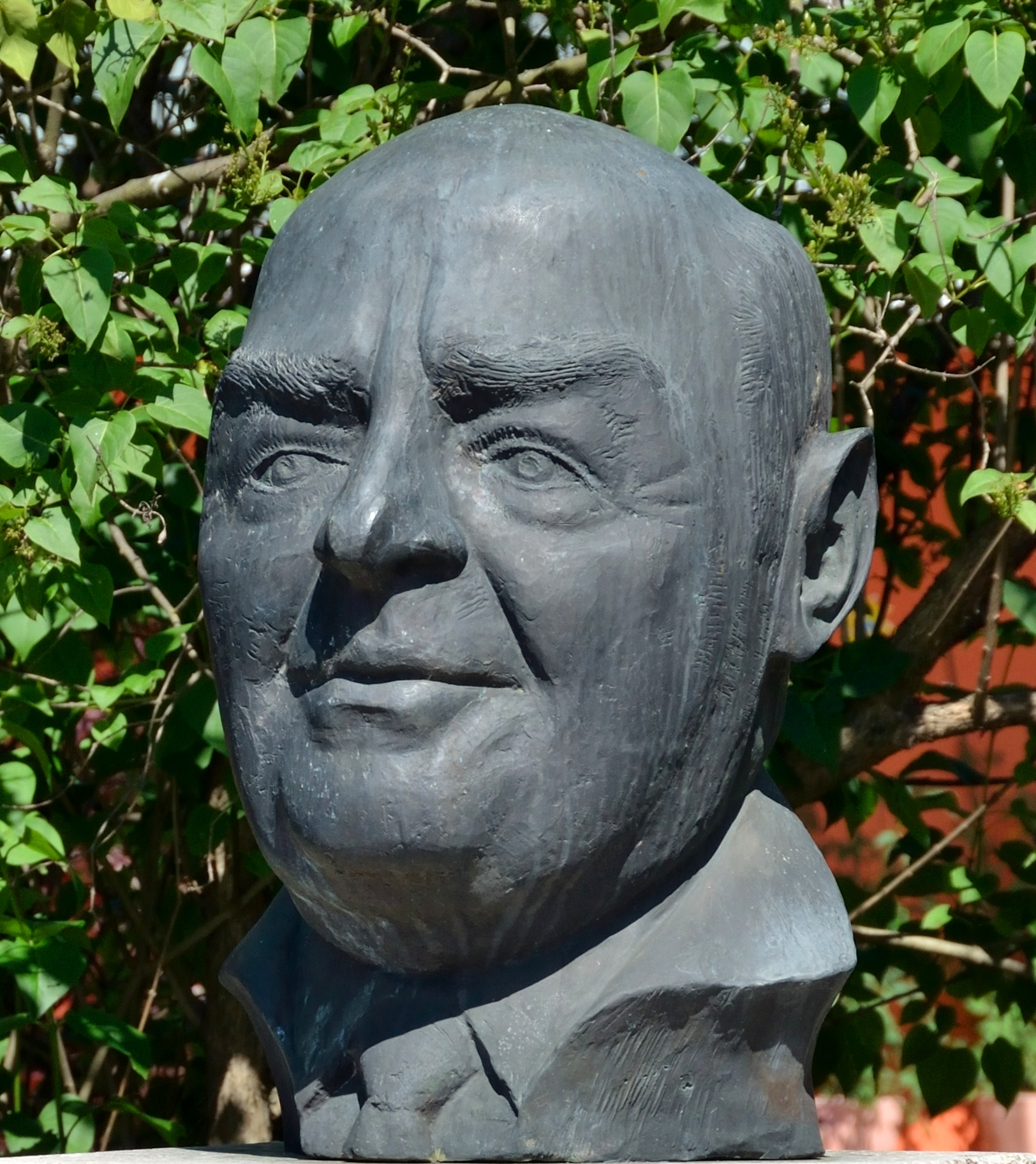
Büste von Willi Sigmund in Gresten

Wilhelm Sigmund (* 5. November 1903 in Wien; † 17. Juni 1982 in Scheibbs) war ein österreichischer Politiker (SPÖ) und Elektromechaniker. Sigmund war von 1954 bis 1969 Abgeordneter zum Landtag von Niederösterreich.
Sigmund besuchte die Volks- und Bürgerschule und war zunächst als landwirtschaftlicher Arbeiter tätig. Danach absolvierte er eine Schlosserlehre, war 1923 arbeitslos und fand in der Folge Arbeit in
Rumänien. 1924 wechselte er beruflich zur Gemeinde Wien und war im Bereich Wasserkraftwerke tätig. Sigmund war nach dem Verbot der Sozialdemokratischen Partei zwischen 1934 und 1938 erneut arbeitslos und wurde mehrfach verhaftet, gemaßregelt und wegen Hochverrat angeklagt. Ab 1938 war er bei den E-Werken der Stadt Wien beschäftigt. 
Sigmund war zwischen 1945 und 1975 Bürgermeister in Gresten und hatte zudem das Amt des SPÖ-Bezirksparteiobmanns inne. Er vertrat die SPÖ vom 12. Dezember 1945 bis zum 20. November 1969 im Niederösterreichischen Landtag und wurde zum Ehrenbürger von Gresten ernannt. Zwischen dem 30. September 1965 und dem 20. November 1969 war er 2. Landtagspräsident. 